# Phares de Dovercourt
Les phares de Dovercourt sont des phares situés sur la plage de Dovercourt, ville à côté du port d'Harwich, dans le comté d'Essex en Angleterre. Ils ont remplacé les phares d'Harwich pour la signalisation du chenal d'entrée au port.
Ces phares ont été construits et gérés par la Trinity House Lighthouse Service de Londres, l'organisation de l'aide maritime des côtes de l'Angleterre. Ils appartiennent à la ville d'Harwich.

## Histoire
Au moins trois paires de phares ont été construits au cours des derniers siècles avec des feux directionnels pour aider à la navigation des navires entrant dans le port d'Harwich. La première paire était constituée de structures en bois: le High Light (lumière haute) se dressait au sommet de la Old Town Gate), tandis que le Low Light (lumière basse) se trouvait sur la plage. Les deux fonctionnaient au charbon.
En 1818, ils ont été remplacés par des structures en pierre. Désaffectés en 1863, ils ne fonctionnent plus comme phare : l'un abrite le musée maritime de la ville, l'autre récemment converti en musée depuis 2015. En 1836, ils ont été rachetés par Trinity House, mais en 1863 ils furent déclarés inutiles en raison d'un changement de position du chenal utilisé par les navires entrant et sortant du port, causé par les sables mouvants.

### Phares de Dovercourt
Les phares d'Harwich (High et Low) furent à leur tour remplacés par une paire de phare en fonte sur la plage de Dovercourt, à proximité. Les deux phares de Dovercourt sont encore en place, mais ils ont été désaffectés, encore une fois en raison du déplacement du chenal, en 1917.
- Dovercourt High :

C'est une lanterne hexagonale sur une plateforme posée sur six jambes en fonte construite en 1863 par Trinity House. L'édifice fait 14 m de haut. La tour est peinte en noir,la lanterne est blanche avec un toit noir. Le feu de Dovercourt High a remplacé le feu de Harwich High en 1863. Il a été inactivé en 1917.
Le phare, tombé en ruine, a été restauré dans les années 1980. En 2005, il a été loué à Tony O'Neil, avec Dovercourt Low. Le bail étant terminé le phare est revenu à la commune d'Harwich. Il est placé sur la plage, près de la promenade de bord de mer à Dovercourt, sur le côté sud de Harwich. Le site ouvert, la tour s'est fermée.
Identifiant : ARLHS : ENG-215 .
- Dovercourt Low :

Le phare est identique à Dovercourt High mais il ne fait que 8 m de haut. La lanterne est soutenue par une plateforme sur quatre double-jambezs. Il est situé plus en avant dans la mer. Le feu de Dovercourt Low a remplacé le feu de Harwich Low en 1863. Il a été inactivé en 1917.
Identifiant : ARLHS : ENG-092 -
|                       |
| Dovercourt High Light |

|                     |
| Dovercourt Low Ligh |

### Lien connexe
- Liste des phares en Angleterre